# LAM 모잠비크 항공의 운항 노선
LAM 모잠비크 항공은 다음과 같은 노선을 운항하고 있다.

## 운항 노선

### 동아시아
- 중국
  - 광저우시
  - 광저우 바이윈 국제공항

### 동남아시아
- 태국